# Longiflagrum estuarius
Longiflagrum estuarius is een naaldkreeftjessoort uit de familie van de Parapseudidae. De wetenschappelijke naam van de soort is voor het eerst geldig gepubliceerd in 1973 door Boesch.